# Antonio de la Hoz
Antonio Julio de la Hoz (Barranquilla, 1920 – Porlamar, 16 giugno 2010) è stato un calciatore e allenatore di calcio colombiano, di ruolo centrocampista.

## Biografia
Nel 1994 si trasferì definitivamente in Venezuela, ove morì nel 2010.

## Caratteristiche tecniche

### Giocatore
Giocava come mediano; era capace di segnare un discreto numero di gol, ed era dotato di affinate capacità tecniche. Aveva anche una forte personalità.

### Allenatore
Come allenatore de la Hoz utilizzò i moduli 3-3-4 e 4-2-4.

## Carriera

### Giocatore

#### Club
De la Hoz iniziò a giocare nel 1942, con lo Sporting Barranquilla, nel calcio dilettantistico locale. Nel 1948 giocò il primo campionato professionistico nazionale, vincendo il titolo con il Santa Fe: giocò tutte le 18 partite della competizione. Nel 1950 si trasferì allo Sporting Barranquilla, con cui disputò tre stagioni; giocò poi per il Cúcuta. Tornato al Santa Fe, vi disputò il campionato 1954 e quello del 1955. Nel 1956 fece parte della rosa del Libertad di Barranquilla, nell'unica stagione di tale società in massima serie; chiuse la carriera nel 1957, dopo aver ricoperto il ruolo di allenatore-giocatore del Santa Fe.

#### Nazionale
Venne convocato per il Campeonato Sudamericano de Football 1945: per tutto il torneo fu titolare, giocando 6 partite come mediano sinistro. Partecipò anche all'edizione 1947, venendo schierato come centromediano e, in una occasione, ala sinistra.

### Allenatore
Dopo l'esperienza al Santa Fe nel 1957, de la Hoz tornò ad allenare nel 1960, guidando l'Unión Magdalena. Nel 1964 affiancò Efraín Sánchez alla guida della selezione Under-19, partecipando al Campionato sudamericano di calcio Under-19 1964; la Colombia concluse al terzo posto. Nella seconda parte dell'anno allenò il Deportes Tolima. Nel 1965 gli fu affidata la panchina della Nazionale maggiore; de la Hoz aveva il compito di guidarla durante le Qualificazioni al campionato mondiale di calcio 1966. Il tecnico di Barranquilla ottenne una vittoria e 3 sconfitte nel torneo sudamericano, e la Colombia venne eliminata. Nel 1966 tornò ad allenare una squadra di club, l'Atlético Junior; nel 1968, dopo una breve esperienza al Santa Fe, portò l'Unión Magdalena alla vittoria del primo titolo nazionale della storia del club, il campionato 1968. Nel 1969 si trasferì in Venezuela; fu tra i fondatori dell'Estudiantes de Mérida, club di cui diventò il primo allenatore. Nel 1972 allenò nuovamente l'Unión Magdalena.

## Palmarès

### Giocatore

#### Club

##### Competizioni nazionali
- Campionato colombiano: 1

Santa Fe: 1948

### Allenatore

#### Club

##### Competizioni nazionali
- Campionato colombiano: 1

Unión Magdalena: 1968